# William Huggins
Sir William Huggins, OM, FRS (7 de febrer de 1824 — 12 de maig de 1910), fou un astrònom anglès conegut pels seus treballs pioners d'espectroscòpia astronòmica.

## Vida i obra
William Huggins nasqué l'any 1824 a Cornhill, Middlesex. Es casà amb l'anglesa Margaret Lindsay que també era astrònoma. Fomentí les creacions fotogràfiques del seu marit i l'ajudà a sistematitzar la seva recerca.
Huggins es feu construir un observatori astronòmic de caràcter privat al número 90 d'Upper al districte de Tulse Hill, Londres sud, des d'on la seva esposa i ell dugueren a terme un seguit d'extensos treballs astronòmics sobre les línies d'emissió espectrals i les línies d'absorció de diversos cossos celestes. Fou el primer a saber distingir les nebuloses de les galàxies, al demostrar que algunes (com la Nebulosa d'Orió) tenen espectres característics dels gasos mentre que d'altres, com per exemple la Galàxia d'Andromeda, tenen espectres característics de les estrelles. Fou el primer a intentar mesurar la velocitat radial de les estrelles. Huggins fou ajudat en l'anàlisi d'espectres pel químic William Allen Miller que en aquell moment era el seu veí.
Entre els anys 1900 i 1905, Huggins fou el president de la Royal Society. Morí l'any 1900 i fou enterrat al Golders Green Cemetery.

## Premis i Honors
Premis
- Medalla d'or de la Royal Astronomical Society (1867 juntament amb William Allen Miller, 1885)
- Medalla Copley (1898)
- Medalla Henry Draper (1901)
- Medalla Bruce (1904)

Nomenat amb el seu nom
- Huggins cràter a la Lluna
- Cràter d'impacte de Mart
- Asteroide 2635 Huggins

## Publicacions

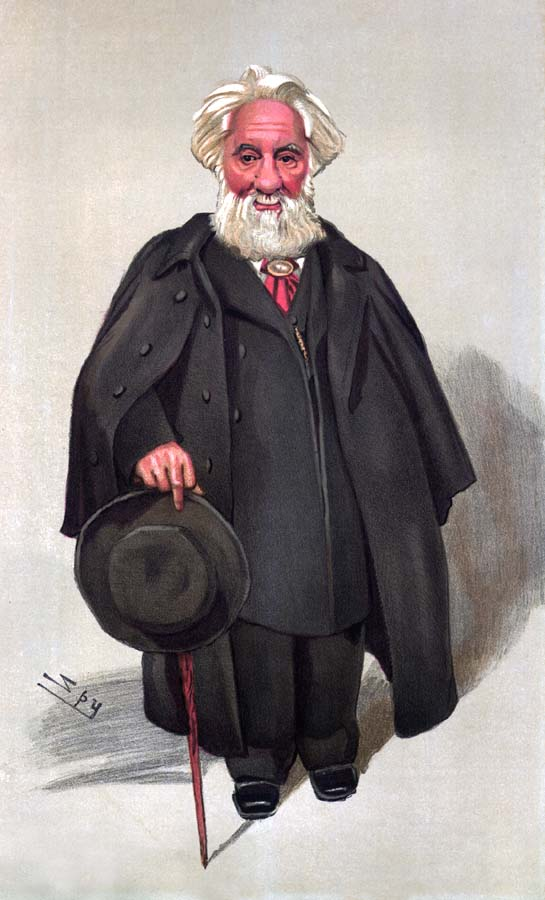
Caricatura de Huggins per Leslie Ward a la revista Vanity Fair.

- Spectrum analysis in its application to the heavenly bodies. Manchester, 1870 (Science lectures for the people; series 2, no. 3)
- (amb Lady Huggins): An Atlas of Representative Stellar Spectra from {\displaystyle \lambda }4870 to {\displaystyle \lambda }3300, together with a discussion of the evolution order of the stars, and the interpretation of their spectra; preceded by a short history of the observatory. London, 1899 (Publications of Sir William Huggins's Observatory; v. 1)
- The Royal Society, or, Science in the state and in the schools. London, 1906.
- The Scientific Papers of Sir William Huggins; edited by Sir William and Lady Huggins. London, 1909 (Publications of Sir William Huggins's Observatory; v. 2)